# Суходол (Николаевская область)
Суходол (укр. Суходіл) — село в Березанском районе Николаевской области Украины.
Основано в 1934 году. Население по переписи 2001 года составляло 64 человека. Почтовый индекс — 57440. Телефонный код — 5153. Занимает площадь 11,203 км².

## История
В 1946 году указом ПВС УССР хутор Болгарка переименован в Суходол.